# Charles Brady
Charles Eldon „Chuck” Brady Jr. (ur. 12 sierpnia 1951 w Pinehurst w stanie Karolina Północna, zm. 23 lipca 2006 w Oak Harbor w stanie Waszyngton) – amerykański astronauta, doktor nauk medycznych, komandor United States Navy. Krótkofalowiec, posiadał znak N4BQW.

## Wykształcenie i służba wojskowa
- 1969 - ukończył szkołę średnią (North Moore High School) w mieście Robbins w Karolinie Północnej.
- 1969–1971 – zaliczył studia przedmedyczne na University of North Carolina w Chapel Hill.
- 1971–1975 – studiował medycynę na Duke University w Durham. W 1975 uzyskał stopień doktora nauk medycznych. Następnie w Centrum Medycznym Uniwersytetu Tennessee (University of Tennessee Medical Center) w Knoxville odbył praktykę (medical intern), niezbędną do uzyskania części uprawnień zawodowych.
- 1978–1986 – był lekarzem sportowym na Iowa State University w Ames, University of North Carolina oraz East Carolina University w Greenville. Jednocześnie prowadził praktykę prywatną.
- 1986 – wstąpił do Marynarki Wojennej Stanów Zjednoczonych. Następnie przeszedł szkolenie lotniczego oficera medycznego (flight surgeon) w Instytucie Medycyny Lotniczej (Naval Aerospace Medical Institute) zlokalizowanym w bazie lotniczej Pensacola na Florydzie. W czerwcu został skierowany na lotniskowiec USS „Ranger”, na którym służył przydzielony do 145. eskadry szturmowej (Attack Squadron 145 – VA-145) i 131. eskadry przeciwdziałania elektronicznego (Aviation Electronic Countermeasures Squadron 131 – VAQ-131).
- 1988–1990 – był oficerem medycznym w pokazowej eskadrze Marynarki Wojennej (Navy Flight Demonstration Squadron) Blue Angels.
- 1990–1992 – do momentu zakwalifikowania się do korpusu astronautów NASA służył w 129. taktycznej eskadrze walki radioelektronicznej (Tactical Electronic Warfare Squadron 129).

W ostatnim okresie działalności zawodowej obejmował stanowisko profesora (Associate Professor) w Centrum Medycznym Uniwersytetu Teksasu (University of Texas Health Science Center – UTHSCSA) w San Antonio.

## Kariera astronauty
- 1992 – 31 marca został członkiem 14. grupy astronautów NASA. W sierpniu rozpoczął zajęcia w Johnson Space Center.
- 1993 – zakończył szkolenie podstawowe, uzyskując kwalifikacje specjalisty misji.
- 20 czerwca – 7 lipca 1995 – na pokładzie wahadłowca Columbia uczestniczył w locie kosmicznym STS-78.
- 14 sierpnia 2002 – opuścił szeregi NASA i powrócił do służby w US Navy.

Podczas pracy w NASA zajmował się m.in. testowaniem oprogramowania lotu w Laboratorium Integracji Awioniki Wahadłowca (Shuttle Avionics Integration Laboratory – SAIL), zagadnieniami technicznymi w Dziale Rozwoju Misji (Mission Development Branch) Biura Astronautów. Był też szefem ds. treningu astronautów przygotowujących się do pobytu na Międzynarodową Stację Kosmiczną (ISS).

### Misja STS-78 (Columbia F-20)
Swój jedyny lot kosmiczny rozpoczął 20 czerwca 1996, będąc członkiem załogi wahadłowca Columbia i specjalistą misji (MS-3). Wyprawą dowodził Terence T. Henricks. Prom pilotował Kevin R. Kregel, a pozostałymi specjalistami misji byli Richard M. Linnehan (MS-1) i Susan J. Helms (MS-2). Funkcje specjalistów ładunku pełnili obcokrajowcy: Francuz Jean-Jacques Favier i Kanadyjczyk Robert B. Thirsk. Była to najdłuższa misja, jaką przeprowadzono w ramach programu Space Shuttle. W ładowni wahadłowca znajdowało się m.in. laboratorium Spacelab/LMS-1 (Life and Microgravity Spacelab). Ładunek użyteczny dla misji STS-78 przygotowywali specjaliści z pięciu agencji kosmicznych: amerykańskiej NASA, europejskiej ESA, francuskiej CNES, kanadyjskiej CSA i włoskiej ASI. Większość z czterdziestu przeprowadzonych eksperymentów dotyczyła medycyny, biologii i fizyki. Brady był jednym z dwóch lekarzy na pokładzie wahadłowca, którzy uczestniczyli w realizacji programu naukowego wyprawy. Po wykonaniu zaplanowanego programu misji wahadłowiec wylądował 7 lipca 1996 na pasie Centrum Kosmicznego im. Johna F. Kennedy’ego.

## Śmierć
23 lipca 2006 Charles Brady odebrał sobie życie w swoim domu w Oak Harbor. Przez wiele lat cierpiał na reumatoidalne zapalenie stawów. Stale postępująca choroba powodowała chroniczny ból oraz doprowadziła do znacznego ograniczenia samodzielnego poruszania. Początkowo agencje informacyjne jako przyczynę śmierci astronauty podawały długotrwałą chorobę. Następnie jednak NASA ujawniła fakty świadczące o jego samobójstwie.

## Odznaczenia i nagrody
- Defense Superior Service Medal
- Navy Commendation Medal – dwukrotnie
- Navy Achievement Medal
- Meritorious Unit Commendation
- Navy E Ribbon
- National Defense Service Medal
- Armed Forces Expeditionary Medal
- Sea Service Deployment Ribbon
- NASA Space Flight Medal
- Nagroda im. Richarda E. Luehrsa dla Najlepszego Lotniczego Oficera Medycznego Marynarki Wojennej w Roku 1987
- Eagle Scout
- Distinguished Eagle Scout Award
- Universal Astronaut Insignia za lot orbitalny (nr 348, pośmiertnie) – Stowarzyszenie Uczestników Lotów Kosmicznych (Association of Space Explorers(inne języki))[3]

## Dane lotu
| Lot kosmiczny, w którym uczestniczył Charles E, Brady                    | Lot kosmiczny, w którym uczestniczył Charles E, Brady | Lot kosmiczny, w którym uczestniczył Charles E, Brady | Lot kosmiczny, w którym uczestniczył Charles E, Brady | Lot kosmiczny, w którym uczestniczył Charles E, Brady | Lot kosmiczny, w którym uczestniczył Charles E, Brady | Lot kosmiczny, w którym uczestniczył Charles E, Brady |
| Data startu                                                              | Data lądowania                                        | Statek kosmiczny                                      | Funkcja                                               | Czas trwania                                          |                                                       |                                                       |
| ------------------------------------------------------------------------ | ----------------------------------------------------- | ----------------------------------------------------- | ----------------------------------------------------- | ----------------------------------------------------- | ----------------------------------------------------- | ----------------------------------------------------- |
| 20 czerwca 1996                                                          | 7 lipca 1996                                          | STS-78 Columbia F-20                                  | Specjalista misji (MS-3)                              | 16 dni 21 godzin 47 minut i 24 sekundy                |                                                       |                                                       |
| Łączny czas spędzony w kosmosie – 16 dni 21 godzin 47 minut i 34 sekundy |                                                       |                                                       |                                                       |                                                       |                                                       |                                                       |